# Muthmannite
La muthmannite è un minerale.

## Origine del nome
Il nome del minerale fu dato in onore del chimico e cristallogra Professor Friedrich Wilhelm Muthmann (1861–1913), Technische Hochschule, Munich, Germany.
Collegamenti esterni
- (EN) Webmineral.com.